# Quercus benderi
Quercus benderi är en bokväxtart som beskrevs av Carl Gabriel Baenitz. Quercus benderi ingår i släktet ekar, och familjen bokväxter. Inga underarter finns listade.